# Salmonella
Salmonella is een geslacht van gramnegatieve staafvormige bacteriën die onderdeel zijn van de natuurlijke darmflora van pluimvee, varkens, runderen, reptielen en huisdieren. Salmonellasoorten worden in zowel koud- als warmbloedige dieren teruggevonden, maar komen ook in de omgeving voor. De bacterie is vernoemd naar de Amerikaanse diergeneeskundige Daniel Elmer Salmon (1850–1914).
Salmonella kan bij de mens via de orale route (besmet voedsel, zoals onvoldoende verhitte eieren, kip of vlees en rauwe groenten en fruit) ziekte induceren zoals gastro-enteritis (maagdarmpathologie), systeemziekten van organen (beenmerg), buiktyfus en paratyfus. Ongeveer 85% van de besmettingen vindt op deze wijze plaats en 5 tot 10% door direct contact met dieren. In ernstige gevallen kan longontsteking, gewrichtsontsteking, nierfalen, bloedvergiftiging of shock optreden. De grootste risicogroepen zijn jonge kinderen, zwangere vrouwen, oudere mensen en mensen met een lage weerstand of onderliggende ziekte. Een (voedsel)infectie veroorzaakt door Salmonella wordt salmonellose genoemd. De incubatieperiode is gewoonlijk 12–24 uur, maar kan oplopen tot 72 uur. Bij dieren treden vaak geen ziekteverschijnselen op.

## Salmonellasoorten
Het geslacht Salmonella bestaat uit twee soorten, Salmonella enterica en Salmonella bongori. Deze laatste werd vroeger ingedeeld als ondersoort van S. enterica. Sinds 2005 heeft het de status van aparte soort. S. bongori veroorzaakt ook salmonellose, maar dan voornamelijk bij koudbloedige dieren, zoals reptielen. 
Salmonella enterica heeft enkele ondersoorten en zo'n 2500 verschillende serotypen. Daarom wordt veelal het serotype als naam gebruikt, terwijl de soortnaam verzwegen wordt. De belangrijkste serotypes van S. enterica in Nederland en België zijn:
- Salmonella Typhimurium (Salmonella enterica subsp. enterica serovar Typhimurium)
- Salmonella Enteritidis (Salmonella enterica subsp. enterica serovar Enteritidis)

Minder vaak voorkomend (maar soms ernstiger in beloop) zijn:
- Salmonella Typhi (Salmonella enterica subsp. enterica serovar Typhi)
- Salmonella Paratyphi (Salmonella enterica subsp. enterica serovar Paratyphi)